# مدرسة لينينغراد للرسم
مدرسة لينينغراد للرسم (بالروسية: Ленинградская школа живописи) هي ظاهرة تشير إلى مجموعة كبيرة من الفنانين الذين تطوروا في لينينغراد حول أكاديمية الفنون التي أُصلحت في 1930-1950 ووحدهم اتحاد لينينغراد للفنانين السوفييت (1932–1991).

## التاريخ
يغطي تاريخ مدرسة لينينغراد الفترة من أوائل الثلاثينيات إلى أوائل التسعينات من القرن العشرين. إذ ظهرت نتيجة لتسوية النزاعات والرغبة في عكس الاتجاهات السائدة في تطوير الفن السوفييتي وتعليم الفن في مطلع العشرينيات والثلاثينيات. تسارع إنشاؤها بعد اعتماد مرسوم من قبل المكتب السياسي لللجنة المركزية للحزب الشيوعي الاتحادي لعموم البلاشفة في أبريل 1932 «بشأن إعادة هيكلة المنظمات الأدبية والفنية»، والذي حث على حل الأدبيات الموجودة والمنظمات والمجموعات الفنية وتشكيل اتحاد إبداعي موحد، بالإضافة إلى أمور أخرى، وكذلك اعتماد اللجنة التنفيذية المركزية لعموم روسيا ومجلس المفوضين الشعبيين في أكتوبر 1932 مرسومًا «بشأن إنشاء أكاديمية الفنون». وفقًا لمعهد الفن البروليتاري، تحولت إلى معهد الرسم والنحت والعمارة (منذ عام 1944 سميت باسم إيليا ريبين). وهكذا وضعتها حكومة الاتحاد السوفياتي رسميًا تحت 15 سنة من تدمير مدرسة الفنون القديمة والتحول المستمر لأكبر المؤسسات الفنية في البلاد.
منذ عام 1934، ترأس الأكاديمية الروسية للفنون ومعهد الرسم والنحت والعمارة إسحاق برودسكي. نتج عن مرسوم المكتب السياسي للجنة المركزية للحزب الشيوعي البلشفي العام، تشكيل اتحاد لينينغراد للفنانين السوفييت، مما أدى إلى عهد جديد من الفن السوفيتي. انتُخب كوزما بتروف فودكين كأول رئيس لاتحاد لينينغراد للفنانين السوفييت.
يرجع الفضل بدرجة كبيرة في تشكيل مدرسة لينينغراد إلى فنانين روسيين مشهورين ومعلمين للفنون عملوا في لينينغراد وأولئك الذين عملوا في الماضي في أكاديمية سانت بطرسبرغ للفنون، وكانوا أبرز الطلاب وهم: إيليا ريبين، وبافل تشيستياكوف، وأرخيب كويندزهي. ومعهم إسحاق برودسكي، ودميتري كاردوفسكي، وألكسندر سافينوف، وكوزما بتروف-فودكين، وأركادي ريلوف، وألكسندر ماتفييف، وألكسندر أوزميركين، وسيميون أبوغوف، ويوجين لانسيراي، وبافيل شيلينوفسكي، ونيكولاي رادلوف، وكونستانتين يون، وبافيل ناوموف، وبوريس ليوجانسون، ورودولف فرينتز، ونيكولاي بتروف، وفاسيلي شوكاييف، ودميتري كيبليك، ونيكولاي بونين، وميخائيل بيرنشتين، ويفيم تشيبتسوف، وإيفان بيليبين، وبيوتر بوشكين، وغيرهم.
أثار إنشاء المدرسة الرسم الجديدة في لينينغراد العديد من المشاكل في تعليم الفن في أكاديمية ما بعد الثورة، وخلق موضوعًا للعديد من الكتب والمجلات والمقالات الصحفية. أنشأت الثورة السوفيتية الأخيرة آنذاك حكومة جديدة كانت بحاجة إلى استلهام شكل جديد من الفن لتمثيل العناصر الاشتراكية التي وصلت من خلال الثورة، وفي نفس الوقت لتمجيد المؤسسات الاجتماعية الجديدة التي سارت على نهج العناصر الاشتراكية والشيوعية التي أراد القادة الثوريون جلبها. ثم أصبح إنشاء مدرسة معينة في لينينغراد وتخصيصها للرسم والفن مشكلة، لأن من شأن ذلك أن يقوض فكرة روح اتحاد جمهوريات سوفيتية تتحد بنفس المبادئ الأساسية والعناصر الثقافية. أصبح تطور الاختلافات الإقليمية، على الأقل من حيث المبدأ، مثيرًا للجدل للهدف المعلن لدولة موحدة من الجمهوريات السوفيتية.
كتب فيرن ج.سوانسون «أرى أنه كانت هناك مدرستان رئيسيتان للفن السوفييتي، مدرسة لينينغراد ومدرسة موسكو. تصاعدت الخصومة فكانت هناك منافسة شديدة بينهما، على الرغم من أن معهد ريبين للرسم والنحت والهندسة المعمارية كانت له مكانة أكبر. ومع ذلك، كان هناك شيء من سذاجة خارجية ربط بينهما وبين بقية المدرسة السوفيتية للفنون معًا. إذ كانت جميعها تشتمل على: القوة والفروق الدقيقة، والنطاق الضخم، واستخدام «لون أصلي» قوي، مع رواية الموضوع وشيوع الفنية. كانت اللوحات الضعيفة قلة قليلة ولم يُرسم أي شيء بفرشاة ذات صف واحد من الشعر. كان التدريب الأكاديمي متعدد الأشكال الذي تلقوه في معاهد ريبين أو سوريكوف هو الذي دعم جودة عملهم. وكانت أيضًا الطريقة «التي توجهها العملية» والعمل مباشرةً من الحياة هو ما ضمن أهمية أسلوب عملهم المتفوق. فقد رسموا الحياة والحالة الإنسانية بقوة ونبل وإدراك».